# Mário Fernandes (nogometaš)
Mário Figueira Fernandes (ruski: Марио Фигейра Фернандес) (São Caetano do Sul, 19. rujna 1990.) naturalizirani je ruski nogometaš brazilskog podrijetla koji igra na poziciji desnog beka. Trenutačno igra za Zenit Sankt Peterburg.

## Klupska karijera

### Grêmio
Počeo je igrati nogomet za São Caetano u kojem je igrao za sve omladinske selekcije. Profesionalnu karijeru započeo je u svibnju 2009. godine kada je potpisao profesionalni ugovor s Grêmiom iz Porto Alegrea. Ugovor, u vrijednosti od oko 450.000 eura, vrijedio je do 2014. godine. Za Grêmio je debitirao 28. lipnja 2009. godine protiv Sport Club do Recifea u Série A. Tijekom prve sezone odigrao je 19 utakmica u nacionalnom prvenstvu. Zahvaljujući dobrim igrama skrenuo je na sebe pažnju brojnih europskih klubova, poput Intera, Barcelone, Real Madrida i Manchester Cityja.

### CSKA Moskva
U svibnju 2012. godine prelazi u CSKA Moskvu za 15 milijuna eura s kojom je potpisao petogodišnji ugovor. Tijekom prve sezone provedene u CSKA Moskvi odigrao je 28 utakmica, a sezonu je okončao osvajanjem „duple krune”, osvojivši Premijer ligu i Ruski nogometni kup. Tijekom utakmice u Ruskom nogometnom kupu protiv Tjumenja doživio je lakšu povredu lica, zbog čega je nekoliko tjedana igrao sa zaštitnom maskom. U debitantskoj sezoni našao se na popisu 33 najbolja igrača Ruske Premijer lige. Prvi pogodak za CSKA Moskvu postigao je 2. ožujka 2014. godine u utakmici osmine finale Ruskog nogometnog kupa protiv Sokola iz Saratova. U sezoni 2015./16. s CSKA Moskvom treći put je osvojio Premijer ligu.
Krajem lipnja 2017. godine potpisao je novi petogodišnji ugovor s CSKA Moskvom.

### Internacional (posudba)
Dana 13. prosinca 2022. brazilski klub Internacional objavio je da je uspio dovesti Fernandesa iz CSKA Moskve.

### Zenit Sankt Peterburg
Fernandes je 17. srpnja 2023. potpisao jednogodišnji ugovor sa Zenitom uz mogućnost produljenja na još jednu godinu.

## Reprezentativna karijera
Prvi poziv za nastup u dresu Brazila dobio je u rujnu 2011. godine za utakmicu protiv Argentine, ali je zbog „osobnih problema” odbio poziv. Debitantski, a ujedno i jedini nastup u dresu Brazila, upisao je u prijateljskoj utakmici protiv Japana koja je odigrana 14. listopada 2014. godine. U narednom razdoblju Fernandes se nije odazivao na pozive za nastup u dresu Brazila pošto je izjavljivao da mu je želja igrati za Rusiju.
Odlukom ruskog predsjednika Vladimira Putina 13. srpnja 2016. godine Máriju Fernandesu dodijeljeno je rusko državljanstvo. Debitantski nastup u dresu Rusije imao je u prijateljskoj utakmici protiv Južne Koreje igranoj 7. listopada 2017. (4:2), a Fernandes je u toj utakmici zamijenio Aleksandra Samedova u 64. minuti utakmice.
Dana 3. lipnja 2018. godine izbornik Stanislav Čerčesov uvrstio je Fernandesa na konačni popis igrača za Svjetsko prvenstvo 2018. godine održanog u Rusiji. Svoj prvi gol za Rusiju zabio je u 115. minuti Hrvatskoj u osmini finala tog natjecanja. Tim golom Rusija je izjednačila 2:2. Rusija je na kraju izgubila 3:4 na penale. Fernandes je promašio treći penal za Rusiju na toj utakmici.
Bio je dio ruske momčadi na Europskom prvenstvu 2020.
Dana 13. rujna 2021. objavio je da se oprostio od ruske reprezentacije.

### Pogodci za reprezentaciju
Zadnji put ažurirano 5. svibnja 2023.
| #  | Datum            | Mjesto                                        | Nastup | Protivnik | Pogodak | Rezultat    | Natjecanje                                |
| -- | ---------------- | --------------------------------------------- | ------ | --------- | ------- | ----------- | ----------------------------------------- |
| 1. | 7. srpnja 2018.  | Olimpijski stadion Fišt, Soči, Rusija         | 10.    | Hrvatska  | 2:2     | 2:2 (3:4 p) | Svjetsko prvenstvo 2018.                  |
| 2. | 9. rujna 2019.   | Stadion Kalinjingrad, Kaliningrad, Rusija     | 20.    | Kazahstan | 1:0     | 1:0         | Kvalifikacije za Euro 2020.               |
| 3. | 6. rujna 2020.   | Puskás Aréna, Budimpešta, Mađarska            | 24.    | Mađarska  | 3:0     | 3:2         | UEFA Liga nacija 2020./21. – Liga B       |
| 4. | 24. ožujka 2021. | Grawnd Nazzjonali Ta' Qali, Ta' Qali, Malta   | 26.    | Malta     | 2:0     | 3:1         | Kvalifikacije za Svjetsko prvenstvo 2022. |
| 5. | 30. ožujka 2021. | Štadión Antona Malatinského, Trnava, Slovačka | 28.    | Slovačka  | 1:1     | 1:2         | Kvalifikacije za Svjetsko prvenstvo 2022. |

## Priznanja

### Individualna
- Srebrena lopta: 2011.
- Momčad prvenstva Campeonato Gaúcha: 2010.
- Igrač godine prema izboru navijača CSKA Moskve: 2018./19.[21]

### Klupska
Grêmio
- Campeonato Gaúcho: 2010.

CSKA Moskva
- Ruska Premijer liga: 2012./13., 2013./14., 2015./16.
- Ruski nogometni kup: 2012./13.
- Ruski nogometni superkup: 2014., 2018.[22]

## Vanjske poveznice
- Mário Fernandes, Transfermarkt